# Ethel the Frog
Ethel the Frog war eine englische New-Wave-of-British-Heavy-Metal-Band aus Kingston upon Hull, die im Jahr 1976 gegründet wurde und sich 1981 auflöste.

## Geschichte
Die Band wurde im Jahr 1976 gegründet, wobei sie sich nach einem Monty-Python-Sketch benannt hatte, und bestand aus dem Sänger und Gitarristen Doug Sheppard, dem Gitarristen Paul Tognola, dem Bassisten Terry Hopkins und dem Schlagzeuger Paul Conyers. Nach mehreren Demos erschien im Jahr 1978 über Best Records die Single Eleanor Rigby, eine Coverversion des gleichnamigen Beatles-Liedes, mit dem Song Whatever Happened to Love als B-Seite. Der Tonträger hatte eine Auflage von 1.000 Stück. Danach hielt die Band Auftritte ab, unter anderem auch auf dem Humberside Open Air Festival. Dieser Auftritt wurde jedoch nach 15 Minuten von der Polizei abgebrochen, da sich Patienten aus einem angrenzenden Krankenhaus beschwert hatten. Bei einem von der Zeitschrift Melody Maker abgehaltenen Rockmusik-Wettbewerb wurde das Label EMI auf die Band aufmerksam, das mit Hilfe von Neal Kay nach einer passenden Band für ihren kommenden Sampler gesucht hatte. Eine andere Quelle besagt, dass die Band im Frühjahr 1980 ein Demo aufgenommen hatte, das an Ashley Goodall, die Person die nach Bands für den EMI-Sampler gesucht hatte, geschickt worden war und dadurch eine Zusage bekommen hätte. Der Sampler erschien 1980 unter dem Namen Metal for Muthas, worauf die Band mit dem Lied Fight Back zu hören ist. Bei EMI erschien Anfang desselben Jahres das selbstbetitelte Debütalbum, auf dem unter anderem ebenfalls Fight Back und eine Neuauflage von Eleanor Rigby enthalten ist. Alle Lieder stammten aus verschiedenen Aufnahmesessions vom Ende der 1970er Jahre. Zur Zeit der Veröffentlichung begann jedoch schon der Zerfall der Band, wobei sie sich in zwei Lager aufspaltete, mit Conyers und Tognola, die Salem gründeten und Hopkinson und Sheppard, die zwar auch die Gründung einer neuen Band planten, jedoch nie über diese Phase hinauskamen. Nach ein bis zwei abschließenden Auftritten Anfang 1981 kam es zur Auflösung von Ethel the Frog.

## Stil
Laut Malc Macmillan in The N.W.O.B.H.M. Encyclopedia spielt die Band auf der Single melodischen Heavy Metal im Stil von Alkatrazz, Mother’s Ruin, Last Flight und späteren Quartz. Das Lied Bleeding Heart vom Debütalbum erinnere an Hammerheads Song Lochinvar. Martin Popoff schrieb in The Collector’s Guide of Heavy Metal Volume 2: The Eighties in seiner Rezension zum Album, dass die Band zur ersten Welle der New Wave of British Heavy Metal gehörte. Die Band biete eine Mischung aus „Bar-Raum-Boogie“ vermischt mit traditionellem, dichtem, depressivem, britischem Heavy Metal. Auf dem Album sei eine Mischung aus Status Quo, alten Led Zeppelin, frühen Moxy und alten Deep Purple zu hören. Zudem sei die Musik entspannt und schwerfällig und werde durch den Bass angetrieben.

## Diskografie
- 1978: Eleanor Rigby (Single, Best Records)
- 1980: Ethel the Frog (Album, EMI)